# Белорусско-французские отношения
Белорусско-французские отношения — двусторонние дипломатические отношения между Республикой Беларусь и Францией. 3 января 1992 года Французская Республика официально признала независимость Республики Беларусь. Дипломатические отношения установлены 25 января 1992 года.
В марте 1992 года в Париже открыто Посольство Республики Беларусь, в мае 1992 года — Посольство Франции в Минске.
11-13 июля 1996 года состоялся визит Президента Республики Беларусь А. Г. Лукашенко во Францию — первый официальный визит главы белорусского государства в страны дальнего зарубежья. 11 июля 1996 года в ходе визита был подписан Договор о сотрудничестве и взаимопонимании между Республикой Беларусь и Французской Республикой.
В настоящее время двустороннее сотрудничество между Республикой Беларусь и Французской Республикой опирается на 13 соглашений: 2 межгосударственных, 5 межправительственных, 6 иного характера.

## Межпарламентское сотрудничество
Межпарламентское белорусско-французское сотрудничество осуществляется в рамках парламентских групп дружбы. В Национальном собрании Франции в октябре 1993 г. была создана парламентская группа дружбы «Франция—Беларусь». В настоящее время группу дружбы «Франция—Беларусь» Национального собрания Французской Республики возглавляет Жеральд Дарманен. Руководителем Рабочей группы Национального собрания Республики Беларусь по сотрудничеству с Парламентом Французской Республики является Владимир Сенько.

## Города-побратимы
Развивается сотрудничество городов-побратимов Белоруссии и Франции: Минск — Лион, Гомель — Клермон-Ферран, Гродно — Лимож, Могилёв — Вилёрбан, Брест — Брест, Порт-сюр-Сон, Новополоцк — Шофай, Живор.

## Культурное взаимодействие
Наиболее знаковым культурным событием явилось проведение в апреле 2002 года в Париже в Центре Пьера Кардена Дней культуры Беларуси во Франции.
Представители культуры Франции регулярно участвуют в Международном фестивале искусств «Славянский базар в Витебске», в Минском международном кинофестивале «Листопад», в других культурных мероприятиях. В сентябре 2012 года открылась выставка «Художники Парижской школы из Беларуси».

## Торговля
Франция — крупный экспортёр различной продукции в Республику Беларусь. Белорусский экспорт во Францию в 3-5 раз меньше импорта (в зависимости от года). Динамика внешней торговли в 2011—2019 годах (млн долларов):
Крупнейшие позиции белорусского импорта из Франции в 2017 году:
- Лекарства (34,8 млн долларов);
- Вакцины, сыворотки (13,4 млн долларов);
- Инсектициды, гебрициды (10,5 млн долларов);
- Медицинские приборы (9,6 млн долларов);
- Грузовые автомобили (8,7 млн долларов);
- Духи и туалетная вода (8,8 млн долларов);
- Вина (8,3 млн долларов);
- Смеси душистых веществ (8 млн долларов).

Среди крупнейших позиций белорусского экспорта во Францию — азотные удобрения (14,7 млн долларов в 2017 году), мебель (9,8 млн долларов в 2017 году), скрученная проволока из чёрных металлов (5,2 млн долларов в 2017 году).

## Конфликты
Франция, как и другие страны-члены ЕС, не признала претензии А. Г. Лукашенко на шестой президентский срок. Поэтому вновь назначенный посол Франции Николас де Лакост (Nicolas de Lacoste) представлялся не Лукашенко, а министру иностранных дел Белоруссии Владимиру Макею. В результате посол получил предписание МИД Белоруссии покинуть страну до 18 октября 2021 года. 17 октября де Лакост покинул Минск. 